# Mukwonago
Mukwonago é uma vila localizada no estado norte-americano de Wisconsin, no Condado de Walworth e Condado de Waukesha.

## Demografia
Segundo o censo norte-americano de 2000, a sua população era de 6162 habitantes.
Em 2006, foi estimada uma população de 6815, um aumento de 653 (10.6%).

## Geografia
De acordo com o United States Census Bureau tem uma área de
12,6 km², dos quais 12,2 km² cobertos por terra e 0,4 km² cobertos por água. Mukwonago localiza-se a aproximadamente 249 m acima do nível do mar.

## Localidades na vizinhança
O diagrama seguinte representa as localidades num raio de 12 km ao redor de Mukwonago.